# Peter Hoffman (sportif)
Peter Hoffmann, né en 1969 à Midland (États-Unis), est un ancien joueur de basket-ball américain, naturalisé danois. Il évolue au poste 2 et mesure 1,98 m.

## Carrière

### Joueur
- 1992 - 1993 :  University of Michigan State (NCAA)
- 1993 - 1996 :  Aarhus (1er division)
- 1996 - 1997 :  Mattersburg 49ers UBC (1er division)

puis  Rabat (1er division) 
- 1998 - 2000 :  Horsens Itrats Club (1er division)
- 2000 - 2001 :  ASVEL Villeurbanne (Pro A)
- 2001 - 2002 :  ASVEL Villeurbanne (Pro A)

puis ????
- 2002 - 2004 :

### Entraineur
- 2004 - 2007 :  Horsens Itrats Club (1er division)

## Palmarès
- Finaliste du championnat de France en 2001 avec l'ASVEL
- Vainqueur de la coupe de France en 2001 avec l'ASVEL